# Zhovtyi kniaz
Zhovtyi kniaz (en ucraniano: Жовтий князь, lit. 'El príncipe amarillo') es una novela del escritor ucraniano Vasyl Barka sobre el Holodomor, genocidio de la nación ucraniana en 1932-1933.

## Historia de la creación
Barka lleva 25 años dándole vueltas al tema del Holodomor. Comenzó a escribir sus recuerdos y declaraciones de testigos en 1943, mientras se encontraba en un campo de desplazados en Alemania. Comenzó a procesar estos registros en New York, en 1950, y al principio no estaba seguro de si sería un poema, un drama o una novela. Todo estaba "en cierto modo desorganizado", primero surgió un "modelo de trabajo" para la trama. Esta trama es una historia real del destino de una familia. Después, Vasyl revisó a fondo cuatro veces seiscientas páginas manuscritas del Zhovtyi kniaz y lo reescribió todo de principio a fin..
El título de la obra es una alusión al bíblico jinete sobre un caballo amarillo del Apocalipsis 6:8 (pale = amarillo pálido).

## Concepción
La novela se basa en las memorias personales de Vasyl Barka sobre el genocidio de ucranianos en 1932-1933, organizado por el gobierno de la URSS. Aunque Barka no visitó personalmente el pueblo en aquellos años, conservó los recuerdos exactos de su hermano, cuya familia fue torturada por el hambre. Después, dedicó veinticinco años a recopilar cuidadosamente relatos de testigos del genocidio del Holodomor, que dieron lugar a amplias generalizaciones literarias.
El escritor describe la catástrofe de la nación ucraniana durante el Holodomor a través de la tragedia personal de la familia Katrannyk, de la que solo sobrevive el hijo menor, Andriyko: una situación típica de la vida real. Las imágenes de la vida de la familia están llenas de detalles impactantes y aterradores. Pero en todas las situaciones, los personajes se mantienen fieles a la moral provinciana y humana. Incluso el hambriento y moribundo Myron Danylovych no revela la ubicación del cáliz de la iglesia, un santuario escondido de las bandas del Komsomol.
Andriyko también quiere compartir su último pan con una completa desconocida, una mujer al borde de la inanición. Esta historia está en la línea de los numerosos casos de caridad presenciados ante la muerte.
La novela termina con optimismo, con un nuevo día que amanece en la tierra, trayendo esperanza.
Cuando Radio Liberty conmemoró el 30 aniversario del Holodomor en 1963, el programa incluyó un discurso de Vasyl Barka en el que el autor hablaba de su novela Zhovtyi kniaz:

La novela Zhovtyi kniaz cuenta la historia de una familia en 1932-1933; una casa blanca que se volvió negra y se convirtió en un ataúd. Su destino se describe con el telón de fondo de la vida, o en realidad la muerte, de toda Ucrania durante la hambruna, de la que ahora se cumple el 30 aniversario.
La historia se basa en recuerdos personales y muchos detalles de aquella época, recopilados a lo largo de los años. Los casos más típicos de la terrible época se reflejan en la novela.
La historia tiene tres planos de contenido: el primero, un relato completamente realista de todos los dramas domésticos de una familia y sus enfrentamientos con el mundo exterior, durante viajes y desplazamientos en busca de comida.
El segundo plan de la historia es enteramente psicológico, y describe los inusuales cambios en la vida mental causados por la inanición masiva.
Los moribundos, aunque mortalmente indiferentes a todo en el mundo excepto a la comida, conservaban en su mayor parte su humanidad: en el rincón más profundo, en el fondo de sus corazones. Seguían siendo personas, mejores que los causantes de la hambruna y vivían contentos durante la miseria y la muerte nacional.
El tercer plano del relato es metafísico, puramente espiritual: con la apertura del telón del mundo misterioso y terrible del mundo inmaterial, que nos es desconocido, opuesto al cielo y a la humanidad. He aquí una de las páginas de la guerra espiritual de las almas humanas contra su enemigo.
En esta lucha, la nación entera sufre su mayor y más terrible prueba. 

Barka trabajó en el segundo volumen de la novela casi hasta los últimos días de su vida, con una prisa febril, previendo que no tendría tiempo de terminarla como es debido. Bohdanna Monchak, que mecanografió el texto manuscrito de este volumen en un ordenador, recuerda que el autor sólo llegó a corregir el primer capítulo. No obstante, la calidad artística del segundo volumen no tiene nada que envidiar a la del primero, y los elementos psicológicos y metafísicos son aquí incluso superiores a los anteriores.
Vasyl Barka también trabajó el tema del genocidio del Holodomor en otras obras, en particular en su poesía. Allí encontramos solapamientos entre relatos bíblicos y la historia del Holodomor:

Los girasoles rezan: El trueno en la nube lee la Biblia... el álamo susurra: ¡Qué terrible es tu grito, Isaías!
Los girasoles rezan. Hambre; una madre mata a su bebé... el álamo grita: ¡qué grande es mi paraíso, Isaías!

## Personajes principales
- Myron Danylovych Katrannyk era el marido de Daria;
- Dariia Oleksandrivna Katrannyk era la esposa de Myron;
- Mykola Myronovych Katrannyk fue el primer hijo de Daria y Myron;
- Olena Myronivna Katrannyk era la hija de Daria y Myron;
- Andrii Myronovych Katrannyk era el hijo más joven de Dariia y Myron;
- Kharytyna Hryhorivna Katrannyk era la madre de Myron.

## Historia de la publicación
El primer volumen de la novela (el autor la denominó novela corta) fue publicado en 1963 por la editorial "Suchasnist" (New York-Munich).
Al mismo tiempo, el autor dirigió la siguiente carta a los escritores soviéticos en Ucrania:

En el año 1933, millones de hermanas y hermanos queridos por todos nosotros, nuestra carne y hueso y sangre, aquellos de entre los que venimos, fueron despreciados y temidos, y en esta miseria fueron aplastados por el carro del Juggernaut de la hambruna organizada y ordenada - aplastados hasta la muerte.

Pero preguntemos: ¿por qué sigue estando prohibido mencionar a esos diez millones de almas profanadas de nuestra nación?
¡Silencio! Entendemos y no culpamos: porque está prohibido.

Así que, cuando todavía no está permitido alzar la voz por las víctimas de la hambruna, al menos lee una modesta historia sobre ellas de un autor que renunció a todo en su vida para finalmente poder contarlas.

En 1968, la novela fue reimpresa en Nueva York por la Liga Nacional de Mujeres Ucranianas de América.
Y en 1981, Zhovtyi kniaz fue publicada en francés por la prestigiosa editorial francesa Gallimard (como Le Prince jaune ) en una traducción de Olha Yavorska, en ucraniano Яворська Ольга Йосипівна, con prólogo del escritor francés Pierre Ravitch, en ucraniano Петро Равич,  en lituano Petro Ravych. 
Zhovtyi kniaz también se publicó en alemán como Der Gelbe Fürst.
En Ucrania, Zhovtyi kniaz se puso a disposición de los lectores en 1991: Lo publicó la editorial Dnipro (editorial), en ucraniano Дніпро (видавництво), en lituano Dnipro con prólogo del académico Mykola Zhulynskyi, en ucraniano Жулинський Микола Григорович.
Tras la liberación de Ucrania de la URSS en 1991, la obra de Vasyl Barka se incluyó en el plan de estudios de literatura ucraniana en las escuelas secundarias. Sin embargo, tras la llegada a la presidencia de Víktor Yanukóvich, el Ministerio de Educación insistió en sustituir esta obra por otra que no abordara el genocidio de ucranianos en 1932-1933. Al mismo tiempo, el ministro de Educación, Dmytro Tabachnyk se refirió demagógicamente a la baja calidad literaria de la obra de Barka.
Basándose en esta novela, Oles Yanchuk, en ucraniano Янчук Олександр Спиридонович, creó la película Hambre-33' en los Estudios Cinematográficos Dovzhenko.  En diciembre de 1991, antes del referéndum, se emitió durante toda la noche en todos los canales de televisión ucranianos, al tiempo que se emitía también el discurso de Gorbachov, en el que amenazaba a Ucrania con "sangre, fuego y devastación" si los ciudadanos votaban a favor de la independencia, y sin duda influyó en la decisión de los espectadores de votar a favor de la independencia de Ucrania. 

## Críticas
Críticas de la prensa francesa tras la publicación por Gallimard: Art presse: "Un buen libro. Un libro terrible... Una gran obra trágica que merece absolutamente la pena leer";
Le républikain Lorran: "Siete millones de ucranianos murieron de persecución y hambre... es un libro tan conmovedor que hasta el corazón más endurecido responderá a él".
La nouvelle revue française: "Los ucranianos organizados deberían nominar al maestro de la palabra creadora para el Premio Nobel"
En Estados Unidos, el Secretario de Agricultura calificó esta obra de "una de las principales fuentes para estudiar la historia de la política agrícola de la URSS".

## Traducciones
La novela ha sido traducida al francés (1981), ruso (1991 - versión revista, 2001 - versión libro), alemán (2009), italiano (2017) y macedonio (2023). 